# كريس كان
كريس كان (بالإنجليزية: Chris Kane)‏ (31 مايو 1993 باسكتلندا في المملكة المتحدة - ) هو لاعب كرة قدم بريطاني في مركز الوسط. لعب مع دونفرملين أثلتيك وهارت أوف ميدلوثيان ونادي كاودينبيث لكرة القدم.

## وصلات خارجية
- كريس كان على موقع قاعدة بيانات كرة القدم.إي يو (الإنجليزية)
- كريس كان على موقع Soccerbase.com (لاعب) (الإنجليزية)
- كريس كان على موقع Soccerway.com (الإنجليزية)